# 法拉欣

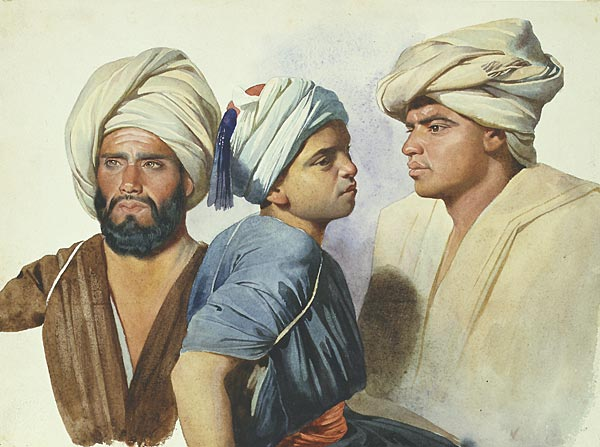
Charles Gleyre的畫作：《三個法拉欣》（Trois fellahs），1835年的作品。

法拉欣（羅馬化：fallāḥ（男性單數）； （女性单数）； （复数）），又譯費拉赫、費拉，是埃及在古埃及文明被基督教文明和阿拉伯文明取代以后，仍继续在尼罗河冲击河谷及中東其他地方耕耘的，主要带着古埃及血統的佃农。
這個詞語源於阿拉伯語，意思就是「農夫」、「拉犁耙的人」或「耕作者」。在伊斯蘭擴張時期，這個对当地原住民的称呼是为了用來在佔領地中与貝都因人等來自阿拉伯的遊牧拓殖者加以分辨。在穆罕默德·阿里建立的赫迪夫王朝一改埃及伊斯兰時期以来统治者的惯例，當局開始將行政手段滲入法拉欣的產業生活中，通過行政命令指定他們應該播種的農作物並要求他們強制性的勞役，法拉欣開始取代鄂圖曼人，進入行政中央和埃及軍隊。